# 斯捷潘·契尔沃年科
斯捷潘·瓦西里耶维奇·契尔沃年科，（俄語：Степан Васильевич Червоненко，1915年9月16日—2003年7月11日），乌克兰人，苏联外交官。曾任苏联驻中国、捷克斯洛伐克、法国、马达加斯加特命全权大使；苏共中央外事委员会主席等职务。他在1968年苏联镇压布拉格之春中扮演了重要角色。

## 生平
- 1915年9月16日出生于波尔塔瓦省奥科普村的一个农民家庭。1931年毕业于波尔塔瓦州森恰区日丹诺夫卡村中学。
- 1931年-1934年，波尔塔瓦州卢布尼区教育学院历史和经济系学习。
- 1934年-1936年，基辅大学经济系学习。
- 1936年-1937年，乌克兰苏维埃社会主义共和国国家计划委员会统计部门经济学家、统计部门负责人。
- 1937年-1941年，他在基辅州列別金村裏的中学任教，作历史教师和主任。1940年加入联共（布）。1940年，乌共（布）中央委员会马列主义教师进修班学习。
- 1941年，波尔塔瓦州森恰中学校长。
- 1941年-1944年，苏联红军服役。先后在中央方面军、沃罗涅日方面军、草原方面军和乌克兰第2方面军任政委、副营长。期间，1943年11月-1944年7月，因伤病疗养，后退役。
- 1944年8月-1948年，切尔卡瑟师范学院马列主义讲师、马列主义教研室主任、副主任。
- 1948年-1949年，联共（布）中央委员会社科院研修班学习。
- 1949年-1951年，乌共（布）中央宣传鼓动部宣讲团团长。
- 1951年-1956年6月，乌共中央科学和高等教育部主任、中央科学文化部主任。
- 1956年6月-1959年10月，乌共中央书记处书记，负责意识形态工作。
- 1959年10月-1965年4月，苏联驻中华人民共和国特命全权大使。
- 1965年4月-1973年4月，苏联驻捷克斯洛伐克社会主义共和国特命全权大使。
- 1973年5月-1982年1月，苏联驻法兰西共和国特命全权大使。期间，1973年7月-1974年3月兼任苏联驻马达加斯加共和国特命全权大使。
- 1982年12月-1988年10月，苏共中央外事工作部长。
- 1988年10月-1993年，苏联、俄联邦外交部顾问。
- 1993年起退休。
- 2003年7月11日于莫斯科逝世，享年87岁。葬于特罗耶库罗夫公墓。

契尔沃年科是苏共21-27大代表；第22-27届中央委员；第5、11届苏联最高苏维埃民族院代表，第4届乌克兰苏维埃社会主义共和国最高苏维埃代表。

## 荣誉
苏联：
- 五次列宁勋章
- 十月革命勋章
- 一级卫国战争勋章
- 劳动红旗勋章
- 勇敢奖章
- 保卫莫斯科奖章
- 1941-1945年伟大卫国战争战胜德国奖章
- 1941-1945年伟大卫国战争胜利二十周年奖章
- 1941-1945年伟大卫国战争胜利三十周年奖章
- 1941-1945年伟大卫国战争胜利四十周年奖章
- 1941-1945年伟大卫国战争中忘我劳动奖章
- 苏联武装力量五十周年奖章
- 苏联武装力量六十周年奖章
- 苏联武装力量七十周年奖章
- 退休劳动者奖章

捷克斯洛伐克：
- 一级白狮勋章

俄联邦：
- 卫国战争胜利五十周年奖章
- 朱可夫奖章
- 莫斯科建城八百五十周年奖章
- 俄罗斯联邦功勋外交工作者称号（2000）